# Грешем (Орегон)
Грешем (англ. Gresham, ˈɡrɛʃəm) — четвёртый по величине город в штате Орегон, расположенный к востоку от Портленда на северо-западе США. Назван в честь героя американской гражданской войны генерального почтмейстера США Уолтера Квинтина Гришама.

## География

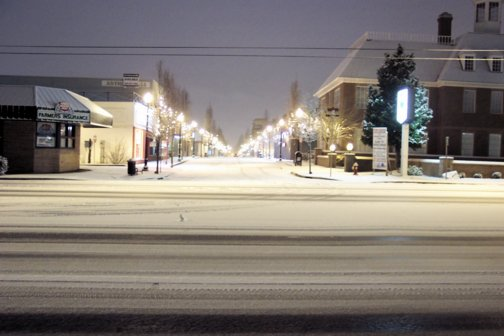
Вид на Грешем из центрального городского парка

Согласно данным бюро переписи населения США, площадь города составляет 57.6 км², из которых 57.4 км² занимает суша и 0.2 км² — водная поверхность. Таким образом доля поверхности водоёмов составляет 0,40 % от общей площади города.

## Культура
С 1982 года в Грешеме ежегодно проводится фестиваль джазовой музыки «Mount Hood Jazz Festival». Среди его участников в разные годы были такие знаменитости, как Дейв Брубек, Сонни Роллинз, Тито Пуэнте, Декстер Гордон и Би Би Кинг.

## Города-побратимы
- Оверри, Нигерия
- Сокчхо, Южная Корея
- Эбецу, Япония

## Известные уроженцы и жители
- Кэти Харман (род. 1980) — фотомодель.